# Avenida Niceto Vega
La avenida Niceto Vega es una arteria vial de la Ciudad de Buenos Aires, Argentina que recorre el barrio de  Palermo desde la avenida Dorrego hasta la Avenida Scalabrini Ortiz, en el año 2019 se habilita el cruce sin barreras de dicha avenida. Su longitud es de 2 km.

## Cruces importantes y lugares de referencia

### Palermo(5900-4000)
- 4000: Avenida Scalabrini Ortiz
- 4600: Avenida Juan B. Justo - cruce bajo el viaducto del FC General San Martín - Puente de la Reconquista (demolido) - Cruce sobre el Arroyo Maldonado (entubado)
- 5900: Avenida Dorrego - Mercado de Pulgas de Buenos Aires

## Toponimia
Recuerda a Niceto Vega, militar argentino que participó en la Guerra de Independencia de la Argentina, en las campañas libertadoras de Chile y Perú, en la guerra del Brasil y en las guerras civiles argentinas